# Thomas Tomkins
Thomas Tomkins (Pembrokeshire, 1572 — Martin Hussingtree, 9 juni 1656) was een Brits componist en organist, die een aantal bekende anthems schreef.
Thomas Tomkins stamde uit een muzikale familie; zijn vader, Thomas Tomkins senior, was koormeester in de kathedraal van St David's in Pembrokeshire, en leidde zijn vier zonen, die in hun tijd alle vier befaamde musici werden, op in de muziek. Thomas junior werd tot organist van de plaatselijke kathedraal benoemd. Op zijn tweeëntwintigste trok hij naar Londen, en ging in de leer bij William Byrd. Na twee jaar werd hij tot organist en koormeester van de kathedraal van Worcester benoemd, een post die hij vijftig jaar lang bekleedde, totdat de Burgeroorlog in 1646 een eind aan de religieuze diensten maakte. In 1607 behaalde hij een graad in de muziek aan de universiteit van Oxford. In 1627 werd hij Gentleman van de Chapel Royal; het combineren van beide posten betekende dat hij voortdurend heen en weer moest reizen, en vanaf de regering van Koning Charles I verkoos hij liever in Worcester te blijven en slechts sporadisch nog het orgel te gaan bespelen in Londen. Hofcomponist is hij nooit geworden, alhoewel de nieuwe koning hem dat aanvankelijk had beloofd; de vorige koning, James I, had de post reeds aan Alfonso Ferrabosco toegezegd. Tomkins werd relatief oud en geldt daarmee als de laatste vertegenwoordiger van de virginalisten.
Het is vooral zijn kooroeuvre dat hem blijvende roem heeft gegeven; met name When David heard that Absalom was slain en Above the stars my Saviour dwells zijn klassieke anthems uit het kerkelijke repertoire; O let me live, O let me die is een populair seculier werk. Het Protectoraat van Cromwell was tegen muziek gekant, en het culturele leven viel tijdens die periode in Engeland zo goed als stil. Toen Koning Charles onthoofd werd, componeerde Tomkins een pavane te zijner nagedachtenis: A sad paven - For these distracted Tymes. Hij heeft een groot oeuvre aan virginaalmuziek nagelaten, en experimenteerde graag met dit instrument, dat desalniettemin uit de mode geraakte. Barafostus Dreame, een eigenzinnige variatie op een oud herdersliedje, was een zeer populair virginaalwerk. Het lijkt erop dat Tomkins' werk naar het eind van zijn leven toe opzettelijk archaïsch werd: hij was de laatste telg uit de Elizabethaanse traditie, en bleef stilistisch aan oude vormen vasthouden, in een periode waarin de continentale muziek in zwang raakte. 
De laatste twee jaar van zijn leven verbracht Tomkins, inmiddels een tachtiger, op het landgoed van zijn zoon Nathaniel in het rustieke dorpje Martin Hussingtree, nabij Worcester. Hij maakte er een inventaris van alle anthems die hij in zijn lange carrière gecomponeerd had. Na zijn dood werd deze collectie door zijn zoon gepubliceerd onder de titel Musica Deo Sacra.